# Чадски грађански рат (2005–2010)

## Посредовање Чадско-суданског сукоба
Чадска је влада позвала грађане да се мобилише Чад против „заједничког непријатеља“, позивајући се на милитантним члановима релија за демократију и слободу и платформе за промене, јединство и демократију (СЦУД) побуњеничких група - Чадски побуњеници, наводно уз подршку Суданске владе - и Суданске Џанџавид милиције, који су прешли из Судана. РДЛ негирали су добијали помоћ од суданске владе. Између 26. децембра и 28. децембра РДЛ и СЦУД удружили са још шест других побуњеничких група да се формира Уједињени Фронт за демократске промене савез побуњеника, коју је предводио Мухамед Ноур.

## Судан
"Веома смо изненађени овим. Сви канали комуникације су отворени између наше две земље.. Не знамо зашто се крећу од билатералних односа како би давали претеће изјаве. Нећемо дозволити никоме да користи суданске земљиште за нападе на суседне земље ", рекао је судански државни министар спољних послова Ал Самани Василах.
Судан је предложио да две земље користе заједничке граничне патроле, баш као што су радили у 2003. да спрече нападе из Чада групе побуњеника у Судан, да се спречи будуће нападе, али Чад је то одбио. Деби оптужује Судан за стационирање 50 оклопних возила у суданском граду Генеина у близини Чадско-суданске границе за покретање даљих напада на Чад. [6]
19. јануара, суданске власти су ухапсиле Абделвахит Абуд Мекиа, бившег шефа ФИДЕЛ-а и актуелног команданта у ФУЦ, заједно са 19-20 других побуњеника у зависности од извештаја, после датог интервјуа на суданском радију наводећи да је у Картуму и да ФУЦ имаку пријатељске везе са суданском владом.
"Мислим да је био ухапшен зато што је дао интервју новинарима и они су открили да је у Картуму," рекао је РДЛ портпарол Абдел Карим. Карим је такође изјавио да ФУЦ тражи састанак са АУ. АУ није коментарисао.

## Афричка унија
АУ је послала делегате оба народа. Делегацију Судана је предводио Баба Гана Кингибе. Чадско Министарство спољних послова је упутило поруку суданском амбасадору у Чаду да „прекину све агресију Чад." 30. децембра нигеријског председника и онда Афричке уније председник Олусегун Обасанџо предложио пет пута, једнодневни самит групације лидерима Египта, Либије, Чада, Судана и Нигерије да реше конфликт. Египат је предложио да место и датум самита буде Триполи 4. јануара 2006, али тај самит је одложен. На састанку би дискутовали АУ одбора извештај о разликама између рачун Чад о нападу на Адре и Судану.

## Уједињене нације
Савет безбедности Уједињених нација издао је саопштење да осуђује нападе на Адре и подржава посредовање Афричке уније, „То Савета безбедности Уједињених нациј] чврсто осудили су у том контексту, недавни напади које врше оружане елемената у Чаду и, нарочито, напад 19. децембра на позицијама Чадске националне армије у граду Адре, и подржали напоре да се смањи тензије на граници … Савет безбедности такође апелује на донаторе да наставе и подржава пресудни рад на АМИС-у које произилазе на заустављању насиља у овом региону и пружање хуманитарне за милионе ратом погођених цивила у Дарфуру и преко границе у Чаду ".
Кит Мекензи, УНИЦЕФ-а специјални представник Дарфура, рекао је новинарима да је Дарфур довољно компликован и без Чада.
Скоро 200 хуманитарних радника Уједињених нација оставили су две хуманитарне базе у Гуереди у источном Чаду, после састанка званичника УН и локалне власти, који су се упознали о статусу 200.000 суданских избеглица у Чаду је присилно завршен од којих је 100 наоружаних људи непознато, али се претпоставља да су Џанџавид припадности. Пет Чадских владиних званичника, укључујући највише државне функционере Гуереда и шефове локалних огранка војне полиције су киднаповани, а џипови за помоћ који групе су украдена, и пет локалних становника је рањено. Један од џипова су касније виђени на преласка у Судан.
Портпарол чадске владе Доумгор рекао је новинарима 23. јануара да Чадске власти не знају ко стоји иза ових напада, и да су киднапери нису направили никакве захтеве за откуп.
"Ми смо имали контакт са њима у овом тренутку, али Чадска војска настоји у намери да дознају њих."
Клер Боургеоис, УНХЦР-а заменик представника у Чаду је рекао да је ситуација је довољно озбиљна у овој фази, посебно када се узме у обзир број безбедносних инцидената протеклих дана.
Организација исламске конференције
25. децембра, генерални секретар Организације исламске конференције Екмеледин Ихсаноглу, позвао на окончање непријатељстава између две земље и најавио подршку за покушај Афричке уније да посредује.

## Египат
26. децембра, египатски министар спољних послова Ахмед Геит Абоул почео је покушај да посредује у спору између две земље, говорећи да министар спољних послова Чада Ахмед Алам Ми и министар спољних послова Судана, Лам Акол започну преговоре. У интервјуу за Радио Каиро, министар Геит изјавио је да Египат држи контакте са Уједињеним нацијама у том погледу, као и да се постигне координација са неким од регионалних странака и да садржи ситуацију.

## САД
Чадски министар спољних послова Ахмед Алам Ми састао се са замеником америчког државног секретара Роберт Зеликом 10. јануара. Портпарол Стејт департмента Џастин Хигинс је изјавио да је заменик секретара истакао да је ситуација веома опасна и изразили цу забринутост због расељених лица са обе стране границе. Он је приметио да сукоб између странака ризикује угрожавање живота цивила, избеглице и интерно расељена лица.
Анонимни званичник Стејт департмента рекао је чврсто и јасно да је потребно да Чад и Судан реше ситуацију.